# Гёкленкуи
Гёкленкуи (Карашор — «чёрный солончак») — впадина в северо-западной части пустыни Каракумы. Расположена на северо-западе Туркмении.
Вытянута в длину на 120 километров, в ширину на 20 км. Абсолютная глубина относительно уровня мирового океана — минус 28 метров. В августе 2013 года начался сброс коллекторно-дренажных вод во впадину для заполнения искусственного Туркменского озера.